# David Gilly

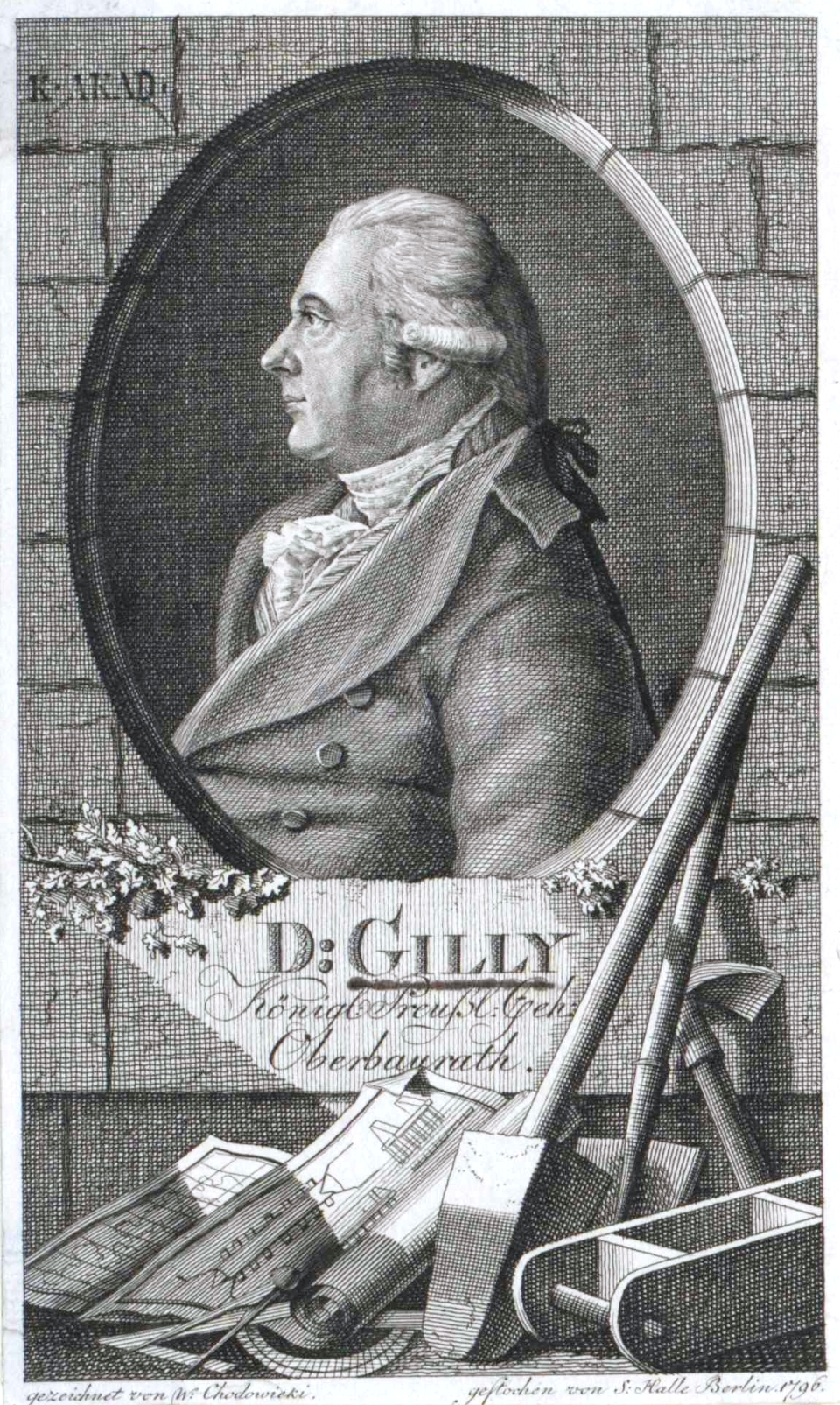
David Gilly, Kupferstich von J. S. L. Halle (1796) nach Wilhelm Chodowiecki (1765–1805)

David Gilly [ʒiˈli] (* 7. Januar 1748 in Schwedt; † 5. Mai 1808 in Berlin) war ein deutscher Architekt, Baubeamter, Fachbuchautor und Baureformer zu Beginn der Epoche des Klassizismus. Er war der Vater des Architekten Friedrich Gilly.

## Familie
Gilly entstammte einer hugenottischen Familie aus der Gegend von Nîmes, die sich 1689 in Französisch-Buchholz bei Berlin und ab 1699 in Schwedt/Oder angesiedelt hatte. Im Jahre 1770 heiratete David Gilly Friederike Ziegenspeck (1748–1804), die Tochter eines Regimentsstallmeisters. Der Sohn des Paares war der spätere Architekt Friedrich Gilly (1772–1800), die Tochter Maria Wilhelmina „Minna“ (1777–1802) heiratete den Politiker Friedrich Gentz, einen Bruder des Architekten Heinrich Gentz. Nach dem Tod seiner Frau 1804 ehelichte David Gilly im selben Jahr seine Schwägerin Juliane.

## Leben

### Lehre und Anfänge in Pommern
Mit 13 Jahren trat Gilly 1761 als Baueleve seine Lehre beim Neumärkischen Landbaudirektor Ludwig Hahn an. Er wurde 1763 beim Wiederaufbau Küstrins und der Zantocher Vorstadt von Landsberg an der Warthe eingesetzt und 1766 als Bauinspektor bei der Melioration der Warthe- und Netze-Brüche unter Franz Balthasar Schönberg von Brenkenhoff. Auf dessen Empfehlung absolvierte Gilly am 4. August 1770 die Eignungsprüfung bei der neu gegründeten Ober-Examinationskommission bei Boumann in Berlin und wurde nur fünf Tage später zum Landbaumeister im pommerschen Altdamm (heute ein Stadtteil von Stettin) ernannt. Von dort aus leitete er die Absenkung des von der Plöne durchflossenen Madüsees und die Errichtung von Kolonistenbauten. 1771 heiratete er Friederike Ziegenspeck, die am 16. Februar des Folgejahres einen Sohn, Friedrich, gebar.
1772 übernahm Gilly einen eigenen Distrikt in Stargard und erhielt 1776 als Leitender Baudirektor die Aufsicht über alle drei pommerschen Distrikte übertragen.

### Oberbaudirektor in Pommern
Erst 1782 zog Gilly, befördert zum Oberbaudirektor, in die Provinzhauptstadt Stettin. Er war verantwortlich für alle öffentlich finanzierten Bau- und Landbaumaßnahmen in Pommern: Den Ausbau der Molen und Hafenanlagen von Swinemünde, die Lastadien in Stettin und Kolberg, die Neuplanung und den Aufbau der abgebrannten Städte Jakobshagen und Zachan sowie den Ausbau der innerstädtischen Wasserleitung in Stettin. Zu seinen Aufgaben gehörte die Entwicklung typisierter Wohnungs- und Stallbauten, Magazine, Scheunen und Manufakturen für ländliche und kleinstädtische Siedlungen sowie die Anfertigung von Gutachten und Expertisen zu Meliorationen für den König Friedrich den Großen.

### In Berlin und Umgebung

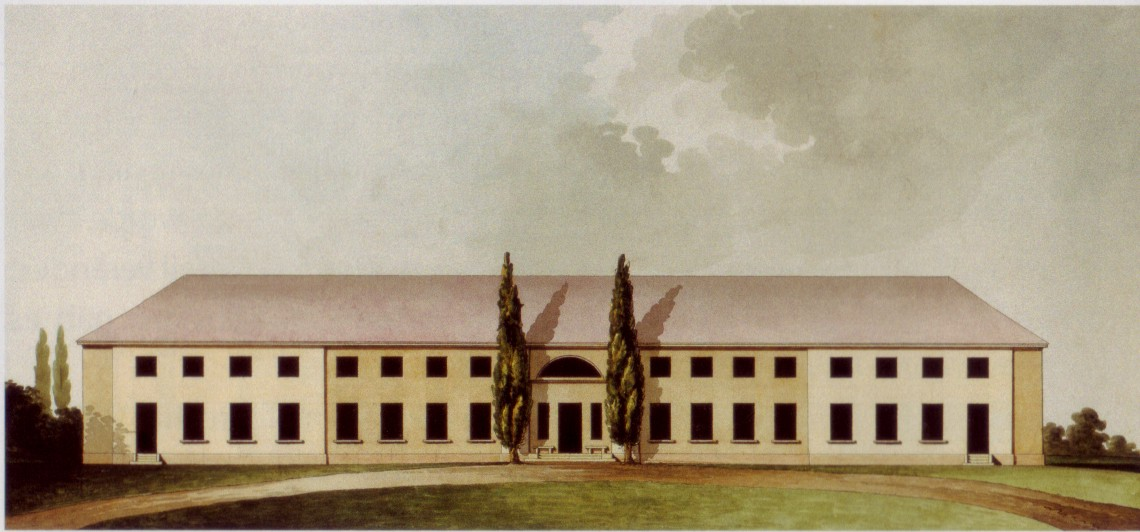
Schloss Paretz, Entwurf von 1797

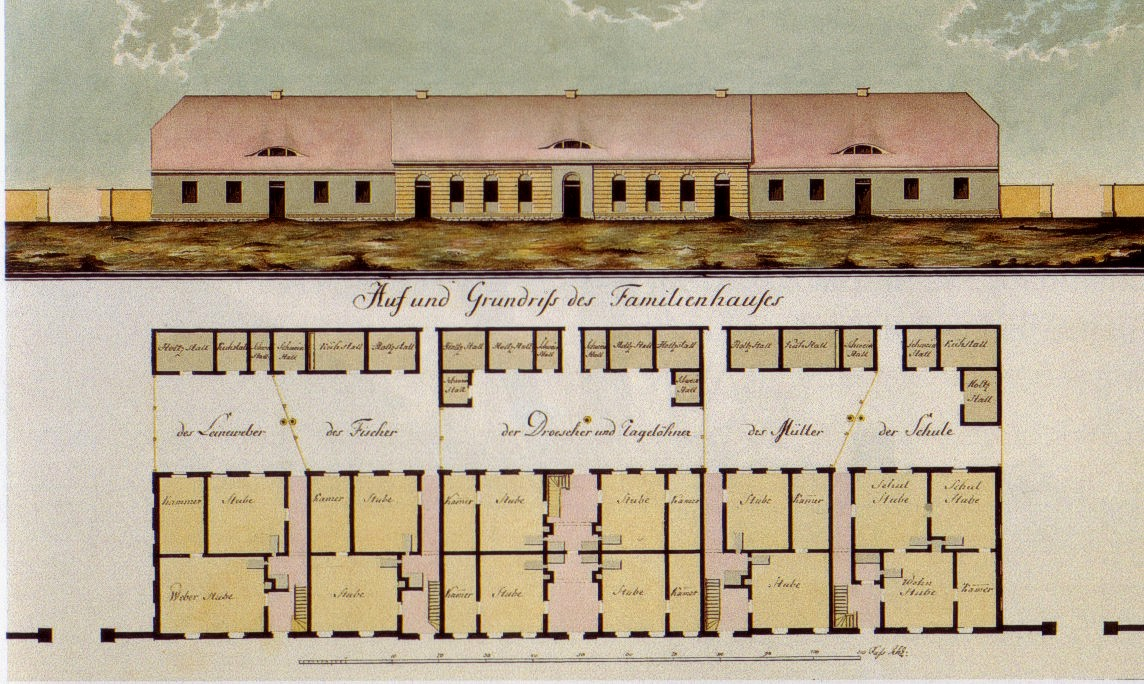
Mehrfamilienhaus in Paretz

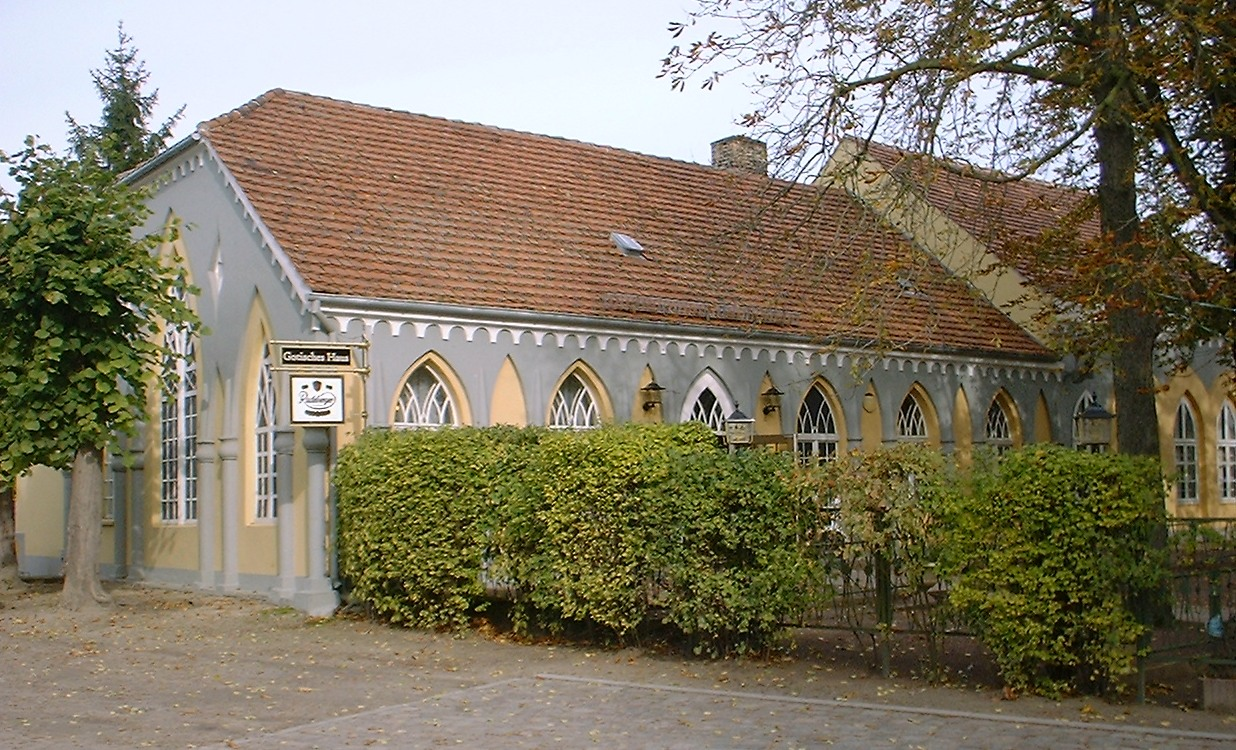
Das Gotische Haus, Gasthaus in Paretz

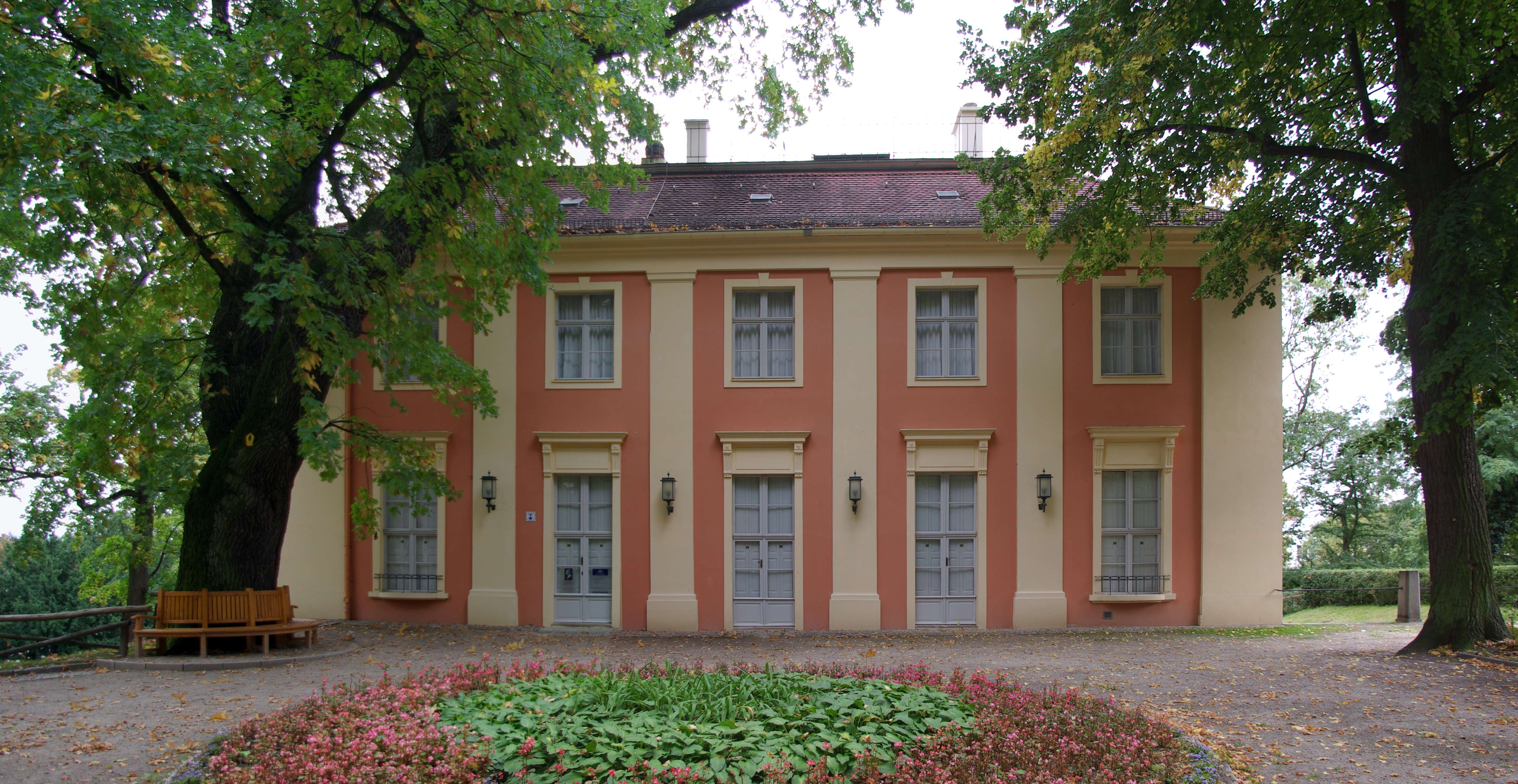
Schloss Freienwalde

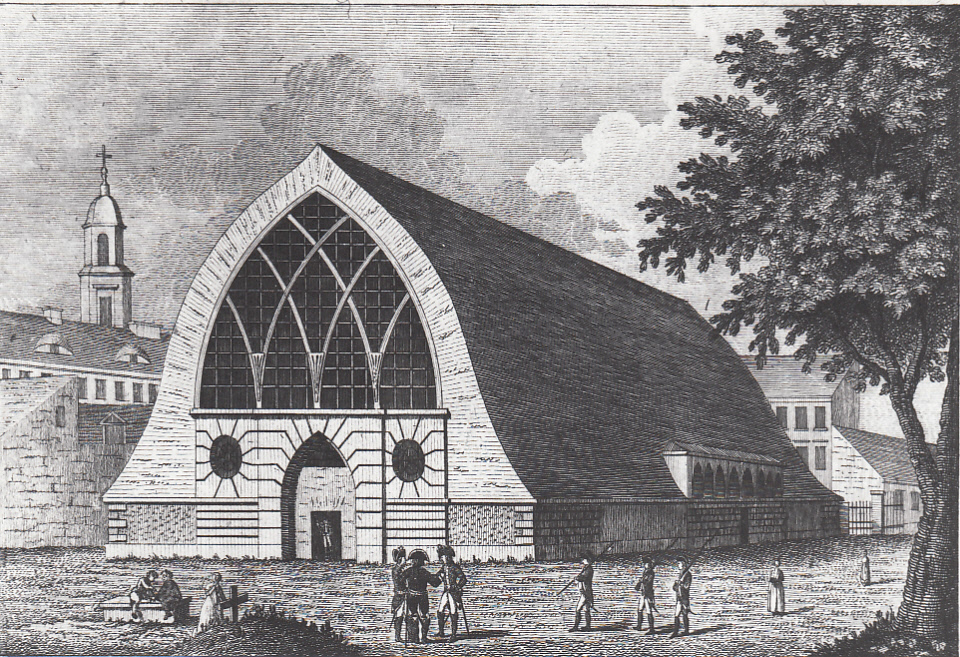
Exerzierhaus der Regimenter von Kunheim und von Winnig, Alte Schützenstraße 3 (heute namenlos), Berlin, 1799

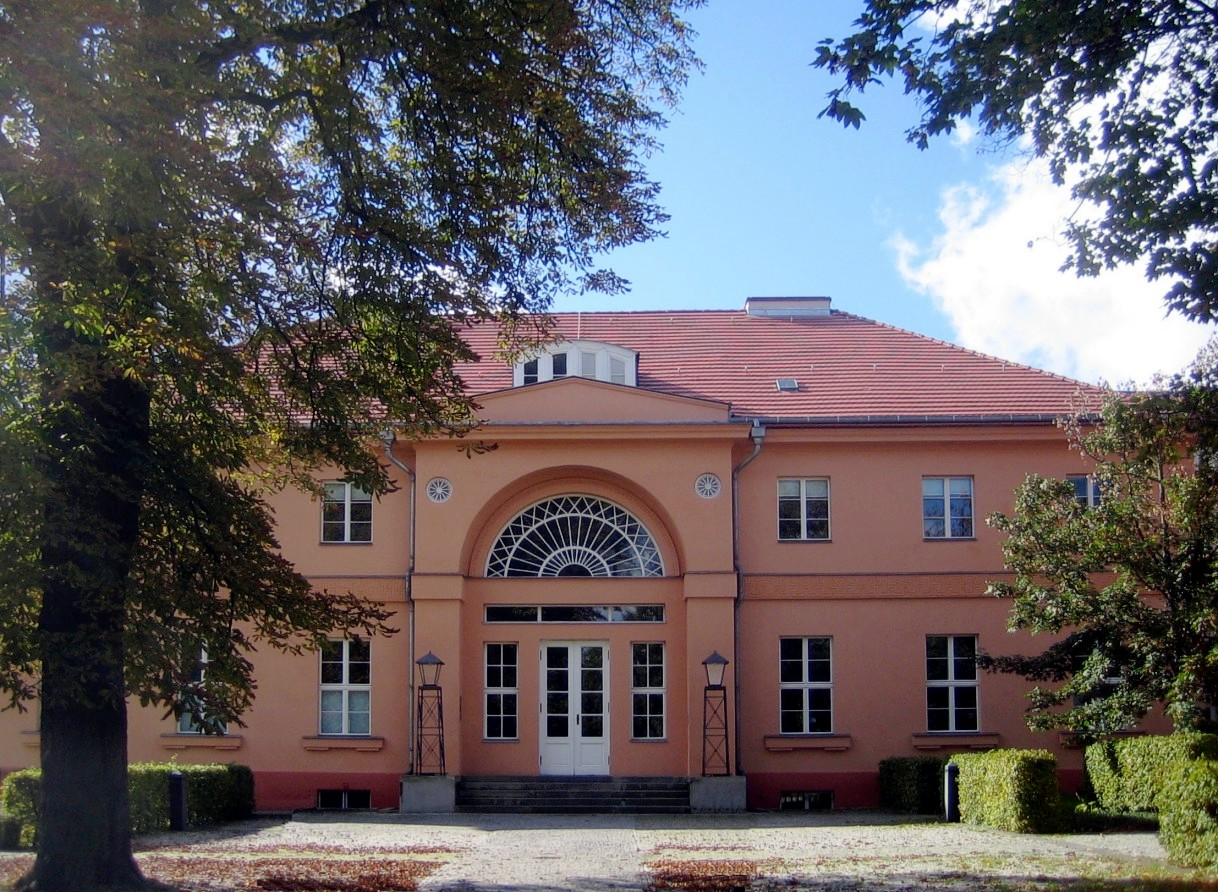
Gutshaus Steglitz

Im März 1788 zum Geheimen Oberbaurat ernannt und ins Königliche Oberbaudepartement nach Berlin berufen, wurde Gilly zuständig für die Leitung des staatlichen Bauwesens der Provinzen Pommern, Ost- und Westpreußen. Nach den zweiten und dritten Teilungen Polens 1793/95 hatte Gilly neben Pommern das Amt auch für Südpreußen inne. In diesen Jahren war er für den Bau des Bromberger Kanals, den Um- und Ausbau der Hafenanlagen von Danzig und Elbing und den Neubau der Kadettenanstalt in Kalisch verantwortlich.
Gilly hatte schon um 1760 begonnen, Landkarten zu zeichnen. Im Jahre 1789 erschien in sechs Sektionen eine Karte von Vor- und Hinterpommern und in den Jahren 1802/03 eine von Südpreußen in 13 Sektionen. Gestochen wurden die Karten von Daniel Friedrich Sotzmann.
Gilly erfüllte neben den staatlichen auch zahlreiche private Aufträge zur Errichtung von Gutshäusern- und Anlagen. Das für den Oberhofmarschall und Intendanten der königlichen Schösser Valentin von Massow in Steinhöfel geschaffene Ensemble aus Schloss, Park- und Gartenarchitektur, von Wirtschafts- und Wohnbauten erregte die Aufmerksamkeit des Kronprinzenpaares Friedrich Wilhelm und Luise. Sie beauftragten Gilly damit, die Dorfanlage von Paretz umzugestalten und 1796/97 das Schloss Paretz ohne jegliche traditionelle Würdeformen als Sommersitz zu errichten. König Friedrich Wilhelm III. ernannte Gilly nach seiner Thronbesteigung 1798 zum Vizedirektor des Oberhofbauamtes.
In den Jahren um 1800 erreichte Gilly den Höhepunkt seines Schaffens. Waren seine Bauten in Pommern noch durch den Übergang von einem barocken Spätstil zum Zopfstil geprägt, fand er seit 1790er Jahren wohl auch unter dem Einfluss seines von der Revolutionsarchitektur beeinflussten Sohnes zu einem schlichten Klassizismus, der sich dem Directoire-Stil annäherte. Charakteristisch waren symmetrische und funktionale Baukörper mit glatten, rhythmisierten und sparsam ornamentierten Fassaden, oft mit einem die Mitte betonenden flachen „Thermenfenster“. Anders als beim älteren Carl Gotthard Langhans, der an den hohen barocken Dachformen festhielt (so beim Charlottenburger Schlosstheater um 1790, beim Nationaltheater am Gendarmenmarkt 1800–1802 und beim Gutshaus Kehnert von 1803) waren Gillys Dächer schon in den 1790er Jahren klassizistisch flach. Sein Stil setzte sich bei der Errichtung von öffentlichen Bauten in den Mittel- und Ostprovinzen Preußens durch und beeinflusste auch das private Bauen. Gilly vermochte Schlichtheit mit eleganten Proportionen zu verbinden.
In Paretz schuf Gilly mit dem Gotischen Haus, der Schmiede und späteren Gaststätte, und der Überformung der im Kern mittelalterlichen Kirche erste Beispiele der Neugotik in Deutschland.
Gilly war Mitglied der Freimaurerlogen Zum Schild in Stargard (1778), Zu den drei goldenen Ankern in Stettin (1783), und Zu den drei goldenen Schlüsseln in Berlin (1789).

### Lehrer und Publizist
David Gilly war 1790 Mitglied der Königlich-Preußischen Akademie der Künste und mechanischen Wissenschaften geworden. Um qualifizierten Nachwuchs im Baufach heranzubilden, gründete er 1793 zusammen mit jüngeren Mitgliedern des Oberbaudepartements in Berlin und seinem Sohn Friedrich eine „Private Lehranstalt für Freunde der Baukunst“, die jedoch 1796 schließen musste. Erst nach dem Regierungsantritt Friedrich Wilhelms III. setzte 1799 der Kreis der Ausbildungsreformer, zu dem neben Gilly, seit 1798 zweiter Direktor des Oberbaudepartements, die Architekten und Baupraktiker Johann Albert Eytelwein, Friedrich Becherer, Heinrich August Riedel, Carl Gotthard Langhans und die Minister Friedrich Leopold von Schroetter und Friedrich Anton von Heynitz gehörten, die Errichtung der staatlichen Berliner Bauakademie durch. Gilly lehrte das Fach Wasser- und Deichbaukunst und war einer ihrer jährlich wechselnden Direktoren.
Als Lehrer und Publizist verwendete sich Gilly ab 1782 für die Verbreitung holz- und kostensparender Bauweisen und ab 1797 entsprechend in zahlreichen Schriften für die Bohlendächer und den Pisé-Bau ein. Er war Hauptautor des unter zeitgenössischen Baumeistern weit verbreiteten Handbuches für Landbaukunst 1797/98, das die Modernisierung landwirtschaftlicher Nutzbauten propagierte. Bedeutend war die vom Oberbaudepartement und ihm herausgegebene Zeitschrift Sammlung nützlicher Aufsätze und Nachrichten die Baukunst betreffend für angehende Baumeister und Freunde der Architektur. Sie war die erste in Deutschland erschienene Architekturzeitschrift und berichtete über zahlreiche Fragen des Bauwesens, auch über englische und französische Neuerungen.

### Letzte Jahre
Schwere Schläge waren für Gilly der Tod seines Enkels und seines Sohnes Friedrich im Sommer 1800, der Tod seiner Tochter Ende 1802 und der seiner ersten Frau Anfang 1804. Seine Schaffenskraft ließ nach, jedoch errichtete er noch mehrere Gutshäuser und gestaltete vorhandene Bauten um. Folgenlos blieb eine dreimonatige Studienreise 1803/04 nach Paris mit seinem Schüler August Crelle und Leo von Klenze, der vermutlich ebenfalls sein Student war.

Ehrengrab David Gillys in Berlin-Kreuzberg

Infolge des ungeheuren Rückgangs der Staatseinnahmen nach dem Frieden von Tilsit konnte der preußische Staat die Beamten der Oberbaudirektion, des Oberhofbauamts und der Bauakademie ab 1807 nicht länger bezahlen. Seine um 80 % gekürzten Bezüge musste Gilly für die Einquartierung französischer Offiziere in seinem Berliner Haus verwenden.
Im Alter von 60 Jahren starb David Gilly, schwer krank und verarmt, am 5. Mai 1808 in Berlin. Beigesetzt wurde er auf dem Friedhof II der Jerusalems- und Neuen Kirchengemeinde vor dem Halleschen Tor Berlins in einer von ihm selbst errichteten Grabanlage. Die 1937 wiederentdeckte Grabstätte ist auf Beschluss des Berliner Senats seit 1952 als Ehrengrab des Landes Berlin gewidmet. Die Widmung wurde im Jahr 2016 um die übliche Frist von zwanzig Jahren verlängert.

## Bauten (Auswahl)
- 1783 Umbau des Schlosses Jasenitz bei Stettin zum Sommerhaus der Lisbeth von Stettin (nicht erhalten)
- 1783 Petrihospital Stettin (1891 abgerissen)
- 1787 Einrichtung von Räumen im Stettiner Schloss für die Regierung und die Prinzessin Elisabeth (nicht erhalten)
- 1788/1792 Kirche in Swinemünde (1881 neugotisch umgebaut, erhalten)[10]
- 1790 Schloss, Gut und Park Steinhöfel (Gillys Schlossbau völlig verändert, Teile der Gutsanlage (Amtshaus, Wohnhäuser) und der Parkbauten (Bibliothek) erhalten, öffentlich zugänglich)
- 1792 Gutshaus Stobingen-Ripkeim (seit 1946 Liwny) bei Wehlau für Friedrich Leopold von Schroetter (nach 1945 verfallen, als Ruine 1993 noch erhalten)
- 1797 Schloss und Dorfanlage Paretz (nach 1945 inadäquat genutzt und entstellend umgebaut, 1999/2001 restauriert und öffentlich zugänglich)
- 1798 Neugestaltung des Lustgartens in Berlin (1828 durch Lenné stark verändert)
- 1798 Schloss Freienwalde für Königin Friederike Luise von Preußen (mit gering veränderter Fassade erhalten)
- 1799 Vieweg-Haus in Braunschweig, Wohnhaus und Verlagsgebäude für Friedrich Vieweg (als Braunschweigisches Landesmuseum öffentlich zugänglich)
- 1799/1800 Neu-Kladow, Herrenhaus, erbaut für den königlichen Kabinettssekretär Anastasius Ludwig Mencken (Großvater Otto von Bismarcks), Umbau 1910–11 von Paul Schultze-Naumburg
- 1800 Meierei im Park von Schloss Bellevue in Berlin, begonnen vom Sohn (1945 Ruine, dann abgerissen)
- 1803 Gutshaus Machnow in Kleinmachnow für die Familie von Hake (1943 ausgebrannt, 1950 abgerissen)
- 1803 Zuchthaus Spandau (1897 abgerissen)
- 1804 Gutshaus Steglitz für Carl Friedrich von Beyme (Planung), fertiggestellt von Heinrich Gentz (nach Rückbau späterer Veränderungen seit 1995 öffentlich genutzt)
- 1805 Schloss Gütergotz für den Berliner Lotterieunternehmer Grothe (im Laufe des 19. Jahrhunderts bis zur Unkenntlichkeit verändert, erhalten)
- 1806 Umbau des Palais Wilhelmstraße 65 in Berlin für den Prinzen August Ferdinand, vollendet von Paul Ludwig Simon. Von Karl Friedrich Schinkel 1815 und 1817 für Prinz August jr. und Karoline Friederike von Waldenburg umgebaut und ausgestattet (Schinkel-Saal), 1844 an den preußischen Staat als Preußisches Justiz-Ministerium, ab 1935 Reichsjustizministerium (1945 ausgebrannt, 1950 Ruine abgerissen)

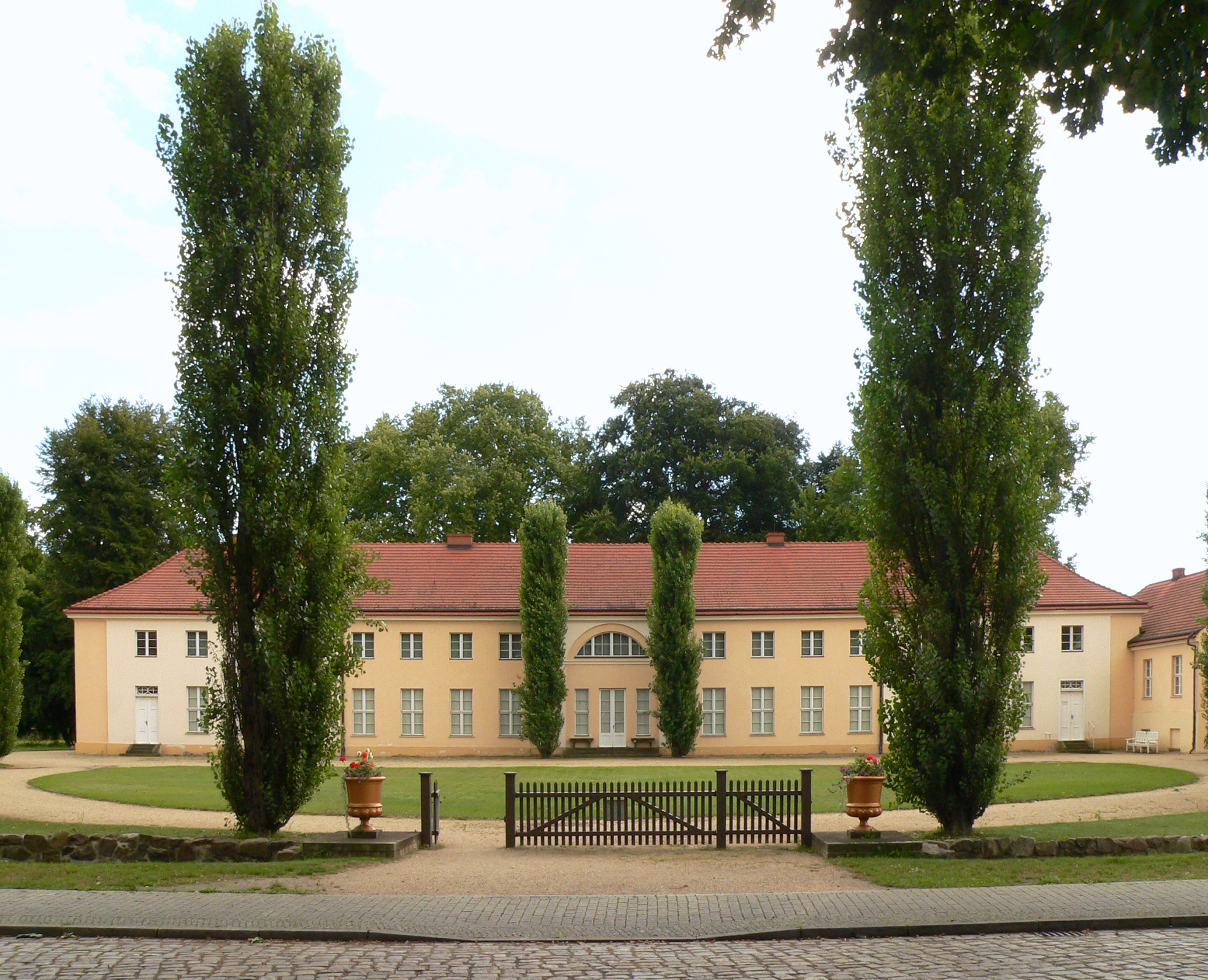
Schloss Paretz, 1797
Schloss Freienwalde, 1798
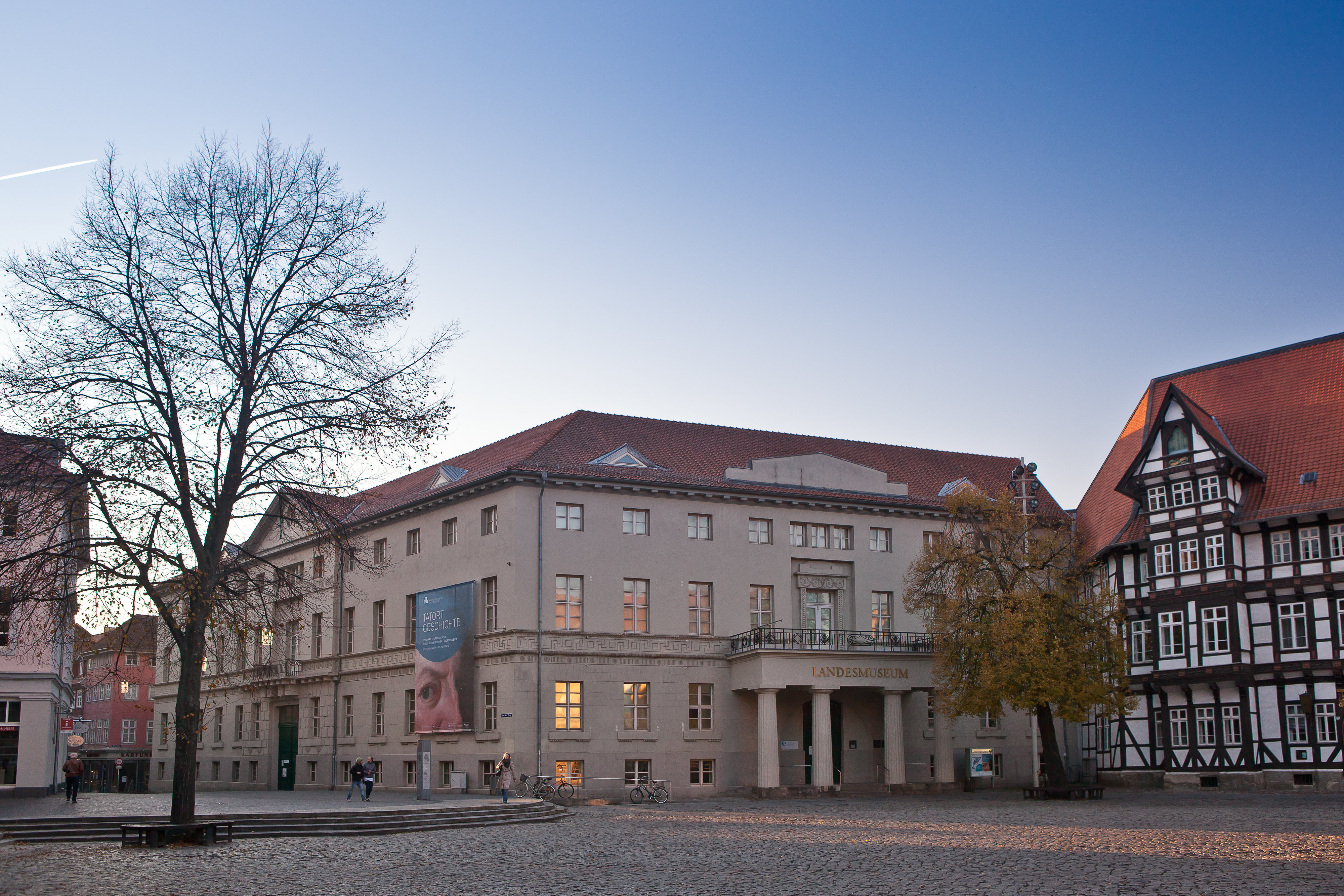
Vieweg-Haus, Braunschweig, 1799
Herrenhaus Kleinmachnow, 1803
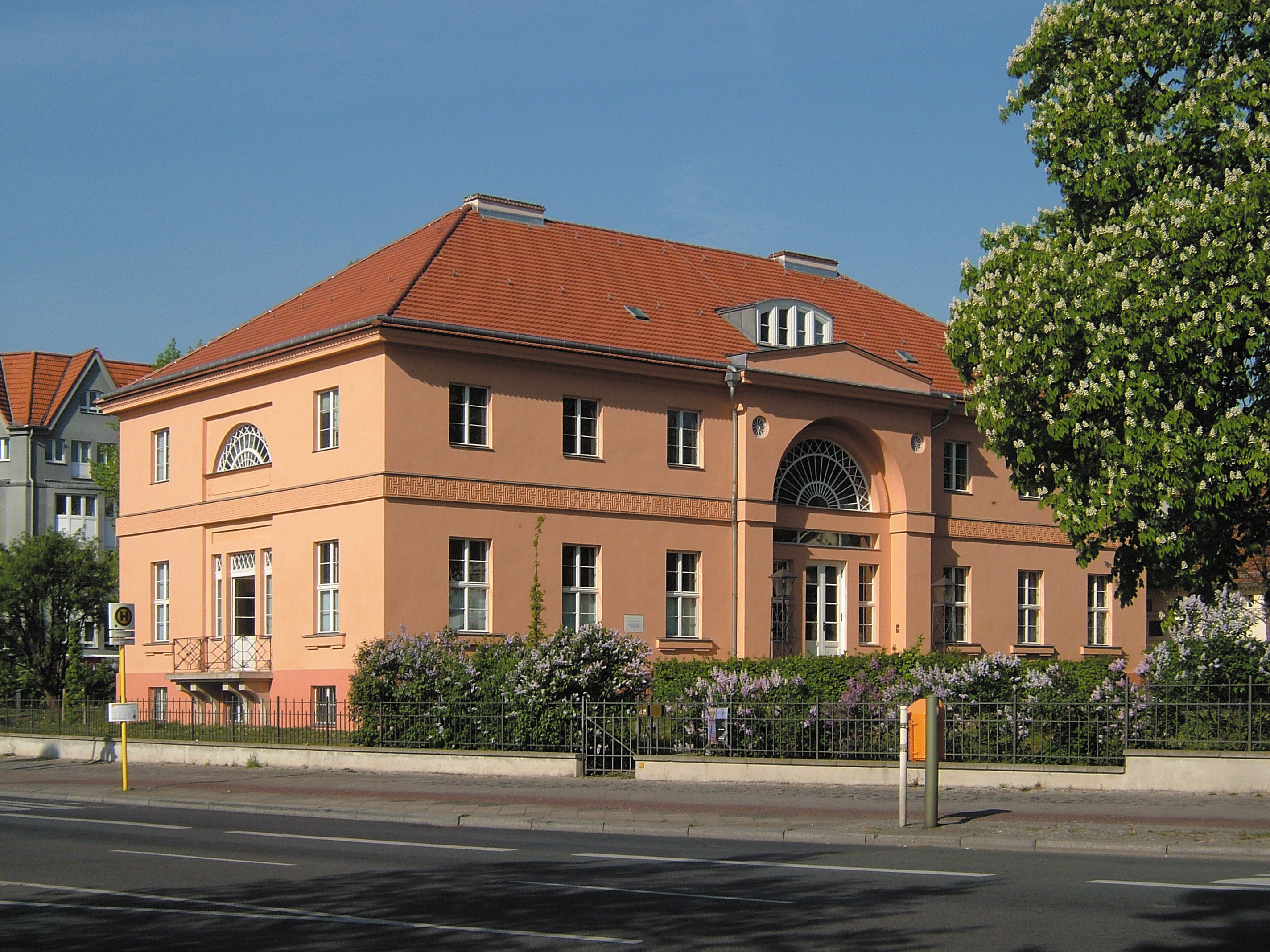
Gutshaus Steglitz, 1804

## Schriften (Auswahl)
- Beschreibung einer vortheilhafte Bauart mit getrockneten Lehmziegeln. Berlin 1790. (Digitalisat, abgerufen am 2. März 2021)
- Beschreibung der Feuer abhaltenden Lehmschindeldächer: nebst gesammelten Nachrichten und Erfahrungen über die Bauart mit getrockneten Lehmziegeln. Königliche Hofbuchdruckerey, Berlin 1794. (Digitalisat, abgerufen am 2. März 2021)
- Grundriß zu den Vorlesungen über verschiedenen Gegenstände der Wasserbaukunst. Realschulbuchhandlung, Berlin 1795.
  - Neue vermehrte und verbesserte … Auflage, Realschulbuchhandlung, Berlin 1801 (Digitalisat, abgerufen am 2. März 2021)
- Ueber Erfindung, Construction und Vortheile der Bohlen-Dächer. Bei Friedrich Vieweg dem Aelteren, Berlin 1797. (Digitalisat, abgerufen am 2. März 2021)
- Handbuch der Land-Bau-Kunst, vorzüglich in Rücksicht auf die Construction der Wohn- und Wirthschafts-Gebäude; für angehende Cameral-Baumeister und Oeconomen, in 3 Theilen. (Bände). (Digitalisat, abgerufen am 2. März 2021)
  - 1. Theil, Construction der Wohn- und Wirthschaftsgebäude. Friedrich Vieweg, Berlin 1797.
  - 2. Theil, Construction der Wohn- und Wirthschaftsgebäude. Friedrich Vieweg, Berlin 1798.
  - (nach dem Tode von D. Gilly) D.[Daniel] G.[Gottlob] Friderici (Hrsg.): 3. Theil, Anweisungen zur landwirthschaftlichen Baukunst., 1. und 2. Abteilung, Rengersche Buchhandlung, Halle 1811.
- Kupfer-Sammlung zu Handbuch der Land-Bau-Kunst: vorzüglich in Rücksicht auf die Construction der Wohn- und Wirthschafts-Gebäude für angehende Kameral-Baumeister u. Ökonomen.
  - Band 1, Friedrich Vieweg, Braunschweig 1820, doi:10.11588/diglit.4659
  - Band 2, Rengersche Buchhandlung, Halle 1821, doi:10.11588/diglit.4660
- Fortsetzung der im dritten Bande Seite 10 abgebrochenen Darstellung der Land- und Wasserbaukunst in Pommern, Preussen und einem Theile der Neu- und Kurmark. In: Preußisches Ober-Bau-Departement (Hrsg.): Sammlung nützlicher Aufsätze und Nachrichten, die Baukunst betreffend. Zweyter Theil, Unger, Berlin 1798, S. 3–16. (Digitalisat, abgerufen am 2. März 2021)
- mit Johann Albert Eytelwein: Kurze Anleitung auf welche Art Blitzableiter an den Gebäuden anzubringen sind. Berlin 1798. (Digitalisat, abgerufen am 2. März 2021)
- Abriß der Cameral Bauwissenschaft zu Vorlesungen entworfen. Berlin 1799. (Auflage von 1801: Digitalisat, abgerufen am 2. März 2021).
- Zur Ehrenrettung deutscher Art und Kunst. In: Jahrbücher der preußischen Monarchie unter der Regierung Friedrich Wilhelm des Dritten, Jg. 1799, Bd. 2, S. 173–177.
- Praktische Anleitung zur Anwendung des Nivellirens oder Wasserwägens in den bey der Landeskultur vorkommenden gewöhnlichsten Fällen. Georg Decker, Berlin 1800. (Digitalisat, abgerufen am 2. März 2021)
- Anleitung zur Anwendung der Bohlen-Dächer bey ökonomischen Gebäuden und insonderheit bey den Scheunen. Berlin 1801. (Digitalisat, abgerufen am 3. Oktober 2024)
- Über die Gründung der Gebäude auf ausgemauerte Brunnen. Realschulbuchhandlung, Berlin 1804. (Digitalisat, abgerufen am 2. März 2021)

## Herausgeberschaft
- Sammlung nützlicher Aufsätze und Nachrichten, die Baukunst betreffend. 1.1797–[4.]1800; 5.1803–6.1805/06; Berlin. (Digitalisate, abgerufen am 2. März 2021) – („Herausgegeben von mehreren Mitgliedern des Kgl. Ober-Bau-Departements“. David Gilly fungierte inoffiziell als Redakteur.)
- mit Johann Albert Eytelwein: Praktische Anweisung zur Wasserbaukunst, welche eine Anleitung zum Entwerfen, Veranschlagen und Ausführen der am gewöhnlichsten vorkommenden Wasserbaue enthält. 1. Aufl. doi:10.3931/e-rara-19445, 2. Aufl. doi:10.3931/e-rara-9252, 3. Aufl. urn:nbn:de:bsz:14-db-id3372684011
  - 1. Heft, Von den Pfählen, den Rammen und den Fangdämmen. (1802, 1809, 1830)
  - 2. Heft, Von den Maschinen zum Ausschöpfen des Wassers aus dem Grundbaue.
  - 3. Heft, Von den Bollwerken und Futtermauern.
  - 4. Heft, Vom Bau der Schiffahrtsschleusen.

## Übersetzungen
- Johannes Samuel Creutz: Vergleichung der verschiedenen Bauarten welche bey Gründung der im Meere erbauten Werke, vorzüglich aber bey Aufführung der Hafen-Wände oder der sogenannten Molen an den See-Häfen, gebräuchlich sind. Aus dem Französischen übersetzt und mit einigen Anmerkungen begleitet. Königl. Geh. Ober-Hofbuchdruckerey, Berlin 1796, Digitalisat